# Darren Espanto
Darren Lyndon Espanto (Calgary, Alberta, Canadá; 24 de mayo de 2001) es un cantante filipino-canadiense.

## Vida y carrera
Hijo de padres filipinos, a los diez años de edad, ganó la final de "Pinoy Master" de la música en Edmonton. Hizo su primera aparición en la televisión a la edad de diez años cuando se unió a la red YTV, un canal de televisión de un programa musical llamado "The Next Star" en el 2012, se convirtió en el finalista más joven de la historia de la serie, para ser incluido en el Top 6.
Saltó a la fama después de unirse a "The Voice Kids" en Filipinas y desde entonces se ha establecido como "El Artista Total". Fue el artista más joven del mundo que tuvo la oportunidad de ofrecer su primer gran concierto en vivo y solitario a la edad de 13 años. Tuvo una serie de giras de conciertos, como también 5 registros individuales a la edad de 12 años. Además siendo el artista más joven tras lanzar un álbum en solitario, cuyas dos canciones lo ha posesionado en los puestos más altos, ocupando los puestos número 1 y 2 en los chart de iTunes, en menos de 10 horas. La mayoría de sus espectáculos y conciertos de Darren Espanto, siempre las entradas se agotaban. En agosto del 2014, pasó a formar parte de la red televisiva ABS-CBN del programa Magic Star en las Filipinas.
Darren Espanto lanzó su primer álbum de larga duración homónimo estudio titulado, "Darren", en diciembre del 2014. Se estrenó el puesto número 1 en las listas musicales de Filipinas como iTunes de Apple y Astro Chart, obteniendo además un certificado de oro.
El 18 de enero de 2015, interpretó una canción para el papa Francisco, durante su visita a las Filipinas organizado por la Junta de Inter-Fe y Encuentro de Jóvenes en la Universidad de Sto. Tomas. Darren Espanto lo canto, al mismo tiempo que el papa Francisco daba la mano a los niños en el escenario.

## Filmografía
| Televisión    | Televisión     | Televisión | Televisión |
| Año           | Título         | Rol        | Notas      |
| ------------- | -------------- | ---------- | ---------- |
| 2012          | The Next Star  | Él mismo   |            |
| 2013          | Life with Boys | Él mismo   | Cameo      |
| 2014          | The Voice Kids | Él mismo   |            |
| 2015–presente | ASAP           | Él mismo   |            |

## Discografía

### Álbum de estudio
| ALBUM | ALBUM                    | ALBUM          | ALBUM         |
| Año   | Título                   | Etiqueta       | Certificación |
| ----- | ------------------------ | -------------- | ------------- |
| 2014  | The Voice Kids The Album | MCA Music Inc. | Gold          |
| 2014  | Darren                   | MCA Music Inc. | Gold          |

### Singles
| SINGLES | SINGLES          | SINGLES       | SINGLES       | SINGLES |
| Año     | Título/Pista     | Estudio/Álbum | Detalles      | Ref.    |
| ------- | ---------------- | ------------- | ------------- | ------- |
| 2014    | In Love Ako Sayo | Darren        | - Debut Album | -       |

| SINGLES AS FEATURED ARTIST | SINGLES AS FEATURED ARTIST | SINGLES AS FEATURED ARTIST     | SINGLES AS FEATURED ARTIST                                                                | SINGLES AS FEATURED ARTIST |
| Año                        | Título/Pista               | Estudio/Álbum                  | Detalles                                                                                  | Ref.                       |
| -------------------------- | -------------------------- | ------------------------------ | ----------------------------------------------------------------------------------------- | -------------------------- |
| 2011                       | Gotta Give A Little Extra  | YTV's the Next Star – Season 5 | - Producer: Rezza Brothers                                                                |                            |
| 2011                       | Now                        | YTV's the Next Star – Season 5 | - Co-singers: Brooklyn Roebuck, Ryan Hawken, Amer Dhaliwal, Grace Johnston, and Issy Dahl |                            |
| 2011                       | Oh Oh Santa                | YTV's the Next Star – Season 5 | - Co-singers: Brooklyn Roebuck, Ryan Hawken, Amer Dhaliwal, Grace Johnston, and Issy Dahl |                            |
| 2011                       | Build A Girl               | YTV's the Next Star – Season 5 |                                                                                           |                            |
| 2014                       | Somebody To Love           | The Voice Kids The Album       | - Original Singer: Justin Bieber - Topped the iTunes PH Chart                             | [ 2 ]                      |
| 2014                       | One Moment in Time         | The Voice Kids The Album       | - Original Singer: Whitney Houston - Topped the iTunes PH Chart                           | [ 2 ]                      |
| 2014                       | Domino                     | The Voice Kids The Album       | - Original Singer: Jessie J - Topped the iTunes PH Chart                                  |                            |
| 2014                       | O Little Town of Bethlehem | My Christmas Album All Stars   | - MCA Music Inc. - Topped the iTunes PH Chart                                             |                            |

### Vídeos musicales
| MUSIC VIDEOS | MUSIC VIDEOS                | MUSIC VIDEOS                               | MUSIC VIDEOS                                                                              | MUSIC VIDEOS |
| Año          | Título/Pista                | Estudio/Álbum                              | Detalles                                                                                  | Ref.         |
| ------------ | --------------------------- | ------------------------------------------ | ----------------------------------------------------------------------------------------- | ------------ |
| 2011         | Now                         | YTV's the Next Star – Season 5             | - Co-singers: Brooklyn Roebuck, Ryan Hawken, Amer Dhaliwal, Grace Johnston, and Issy Dahl |              |
| 2011         | Oh Oh Santa                 | YTV's the Next Star – Season 5             | - Co-singers: Brooklyn Roebuck, Ryan Hawken, Amer Dhaliwal, Grace Johnston, and Issy Dahl |              |
| 2011         | Gotta Give A Little Extra   | YTV's the Next Star – Season 5             |                                                                                           |              |
| 2014         | Thank You, Ang Babait Ninyo | ABS-CBN Christmas Station ID 2014          | TVK Top 4                                                                                 |              |
| 2014         | Somebody To Love            | Remake Music Video                         | Darren Espanto's First Solo Music Video in PH after TVK                                   |              |
| 2015         | In Love Ako Sa 'Yo          | Original Music Video From his first single | Composed by Vehnee Saturno, Darren's First Solo Original Music Video                      |              |

## Conciertos
| SOLO CONCERTS | SOLO CONCERTS                                             | SOLO CONCERTS | SOLO CONCERTS            | SOLO CONCERTS |
| Año           | Título/Pista                                              | Estudio/Álbum | Detalles                 | Ref.          |
| ------------- | --------------------------------------------------------- | --- | ------------------------ | ------------- |
| 2014          | Darren Espanto: The Total Performance Concert             | - Date: October 4, Saturday - Venue: Music Museum, Greenhills, San Juan - Produced by: Aqueous Events Management | First Major Solo Concert |               |
| 2014          | Darren Espanto Live in Butuan                             | - Date: October 19, Sunday - Venue: FSUU Gymasium Butuan                                                         | Concert Tour             |               |
| 2014          | Darren Espanto: The Homecoming Concert                    | - Date: November 7, Friday - Venue: Grey Eagle Casino Event Center, Calgary AB Canada                            | Concert Tour             | [ 3 ]         |
| 2014          | Darren Espanto The Total Performer: Thank You Canada 2014 | - Date: November 8, Saturday - Venue: Mirage Banquet Hall, Edmonton AB Canada                                    | Concert Tour             | [ 4 ]         |
| 2014          | Darren Espanto: The Total Performance Concert 2           | - Date: December 19, Friday - Venue: Music Museum, Greenhills, San Juan - Produced by: Aqueous Events Management | Repeat Concert           | [ 5 ]         |
| 2014          | Holiday Rocks with Darren Espanto                         | - Date: December 28, Sunday - Venue: Redlands, California, USA                                                   |                          |               |
| 2015          | Darren Espanto Live in Ottawa                             | - Date: January 4 - Venue: Bronson Centre Inc., Ottawa, Canadá                                                   | Concert Tour             |               |
| 2015          | The Voice of Darren Espanto                               | - Date: January 13 - Venue: Toronto Pavilion, 190 Railside Road                                                  | Concert Tour             |               |
| 2015          | Darren Espanto: The Total Performance Concert 3           | - Date: January 23, Friday - Venue: Albay Astrodome - Produced by: Aqueous Events Management                     | Repeat Concert           |               |
| 2015          | Darren Espanto: D Birthday Concert                        | - Date: May 29, Friday - Venue: Mall of Asia Arena - Produced by: MCA Music Inc.                                 | Birthday Concert         |               |

| CONCERTS AS FEATURED ARTIST | CONCERTS AS FEATURED ARTIST                   | CONCERTS AS FEATURED ARTIST                                                      | CONCERTS AS FEATURED ARTIST                         | CONCERTS AS FEATURED ARTIST |
| Año                         | Título/Pista                                  | Estudio/Álbum                                                                    | Detalles                                            | Ref.                        |
| --------------------------- | --------------------------------------------- | -------------------------------------------------------------------------------- | --------------------------------------------------- | --------------------------- |
| 2014                        | Boses ng Bulilit... Kami Ulit!                | - Date: July 31, Thursday - Venue: Resorts World Manila - Studio: ABS-CBN        | The Voice Kids                                      | [ 6 ]                       |
| 2014                        | Lani Misalucha's Concert, the Philippine Tour | - Date: August 22, Friday - Venue: Waterfront Cebu City Hotel & Casino           | Guest (with Lyca Gairanod)                          | [ 7 ] [ 8 ] [ 9 ]           |
| 2014                        | Lani Misalucha's Concert, the Philippine Tour | - Date: August 29, Friday - Venue: SMX Convention Center, Davao                  | Guest (with Lyca Gairanod)                          | [ 7 ] [ 8 ] [ 9 ]           |
| 2014                        | Jed Madela All Requests 2                     | - Date: September 12, Friday - Venue: Music Museum, Greenhills, San Juan         | Guest                                               | [ 10 ]                      |
| 2014                        | The Voice of Mitoy, Klarrise, Darren          | - Date: November 21, - Venue: Massey Theatre, Vancouver, BC, Canadá              | Concert (with Mitoy Yonting and Klarisse De Guzmán) |                             |
| 2014                        | The Voice of Mitoy, Klarrise, Darren          | - Date: November 23, - Venue: Century Casino, Calgary, Canadá                    | Concert (with Mitoy Yonting and Klarisse De Guzmán) |                             |
| 2014                        | The Voice Kids ALL IN: THE CONCERT            | - Date: December 6, Saturday - Venue: PICC Plenary Hall - Studio: MCA Music Inc. | The Voice Kids                                      | [ 11 ]                      |
| 2015                        | The Voice Kids All In Sinulog The Concert     | - Date: January 17, Saturday - Venue: Waterfront Hotel and Casino, Cebu          | The Voice Kids                                      |                             |
| 2015                        | Bamboo World Tour                             | - Date: March 15, Sunday - Venue: Singapore Expo Max Pavilion                    | The Voice Kids                                      |                             |
| 2015                        | Little Voices: Live In Brisbane               | - Date: March 21, Saturday - Venue: Diverciti Centre                             | Concert (with Lyca Gairanod)                        | [ 12 ]                      |
| 2015                        | Little Voices: Live In Melbourne              | - Date: March 28, Saturday - Venue: Millenium Reception and Function Centre      | Concert (with Lyca Gairanod)                        | [ 12 ]                      |

## Premios y nominaciones
| AWARDS/RECOGNITIONS | AWARDS/RECOGNITIONS             | AWARDS/RECOGNITIONS       | AWARDS/RECOGNITIONS | AWARDS/RECOGNITIONS | AWARDS/RECOGNITIONS |
| ------------------- | ------------------------------- | ------------------------- | ------------------- | ------------------- | ------------------- |
| Año                 | Premio                          | Categoría                 | Obra                | Resultado           | Ref.                |
| 2014                | ASAP Pop Viewers' Choice Awards | Pop Male Cutie            | Himself             | Ganador             | [ 13 ]              |
| 2014                | Star Cinema Awards              | Newsmaker Of The Year     | Himself             | Ganador             |                     |
| 2014                | Star Cinema Awards              | Most Promising Child Star | Himself             | Ganador             |                     |
| 2014                | Star Cinema Awards              | Best Fandom               | Darrenatics         | Ganador             |                     |
| 2015                | Myx Music Awards 2015           | Best New Artist           | Himself             | Ganador             | [ 14 ]              |
| 2015                | Myx Music Awards 2015           | Favorite Remake           | Somebody To Love    | Nominado            |                     |